# Chasmodia steinbachi
Chasmodia steinbachi är en skalbaggsart som beskrevs av Ohaus 1908. Chasmodia steinbachi ingår i släktet Chasmodia och familjen Rutelidae. Inga underarter finns listade i Catalogue of Life.